# The Little Richard Story
The Little Richard Story (originaltitel: Little Richard) är en amerikansk långfilm från år 2000 som regisserades av Robert Townsend.

## Handling
Filmen är baserad på en sann historia och handlar om rockstjärnan Little Richard. Filmen berättar om hans uppväxt i den fattiga amerikanska södern, hans stora genombrott som afroamerikansk sångare under 50-talet och vilka framgångar och problem det förde med sig. Filmen visar även hur han blev en pånyttfödd kristen och hur han då bestämde sig för att "dra sig tillbaka" från rock'n'roll-livet.

## Rollista i urval
- Leon - Little Richard
- Jennifer Lewis - Muh Penniman
- Carl Lumbly - Bud Penniman
- Tamala Jones - Lucille
- Mel Jackson - Bump Blackwell
- Garrett Morris - Carl Rainey
- Michael Mantell - Art Rupe
- William James Jones - Billy Wright
- Warren G - Studiomusker
- Gregory Gast - Pat Boone
- Conroe Brooks - Sam Cooke